# Kosmiczne wojny (serial animowany)
Kosmiczne wojny (ang. Space Strikers, fr. 20000 lieues dans l’espace) – amerykańsko-francuski serial animowany, będący uwspółcześnioną adaptacją powieści Juliusza Verne'a 20 tysięcy mil podmorskiej żeglugi.
Akcja rozgrywa się w kosmosie. Jest to opowieść o Kapitanie Nemo, dowodzącym Nautiliusem i walczącym przeciwko Master Phantomowi. Serial jest znany również pod angielskim tytułem: 20.000 Leagues In Outer Space; składa się z 26 odcinków.
W Polsce był emitowany przez telewizję Fox Kids (obecny Jetix). Wersję polską serialu przygotowało studio Start International Polska, a reżyserią dubbingu zajęła się Joanna Wizmur.
W 2001 roku, po przejęciu przez The Walt Disney Company Fox Kids Worldwide, w tym Saban Entertainment, prawa do serialu przeszły na Disneya.

## Spis odcinków
| N/o            | Polski tytuł | Angielski tytuł                   |
| -------------- | ------------ | --------------------------------- |
|                |              |                                   |
| SERIA PIERWSZA |              |                                   |
|                |              |                                   |
| 01             |              | Best of Friends, Worst of Enemies |
|                |              |                                   |
| 02             |              | Cash for the Merchandise          |
|                |              |                                   |
| 03             |              | Victory's Gift                    |
|                |              |                                   |
| 04             |              | The Second Wave                   |
|                |              |                                   |
| 05             |              | The Surrender                     |
|                |              |                                   |
| 06             |              | In the Shadow of the Wolf         |
|                |              |                                   |
| 07             |              | Mission to Joncar                 |
|                |              |                                   |
| 08             |              | Mission of Mercy                  |
|                |              |                                   |
| 09             |              | A Taste of His Own Medicine       |
|                |              |                                   |
| 10             |              | The Bargain                       |
|                |              |                                   |
| 11             |              | The Dark Stone                    |
|                |              |                                   |
| 12             |              | The Dark Stone                    |
|                |              |                                   |
| 13             |              | The Green Dragon                  |
|                |              |                                   |